# Contré
Contré é uma comuna francesa na região administrativa da Nova Aquitânia, no departamento de Charente-Maritime. Estende-se por uma área de 12,32 km². Em 2010 a comuna tinha 143 habitantes (densidade: 11,6 hab./km²).